# Centaur z Vulci
Centaur z Vulci – rzeźba z początku VI w. p.n.e., przykład sztuki etruskiej z wpływem starożytnej sztuki greckiej, zwłaszcza peloponeskiej. Należy do zbiorów Narodowego Muzeum Etruskiego w Rzymie. 
Rzeźba została odnaleziona na początku XX w. w grobowcu w nekropolii Poggio Maremma etruskiego miasta Vulci, na terenie dzisiejszej prowincji Viterbo. Została wykonana w dostępnym lokalnie szarym tufie wuklanicznym (nenfro), jest datowana na lata 590–580 p.n.e. Przedstawia centaura – postać pół-człowieka, pół-konia z mitologii greckiej. 
Ludzki aspekt postaci centaura został wykonany na wzór greckiego kuros, posągu młodego mężczyzny z rękami zawsze opuszczonymi wzdłuż ciała i lewą nogą wysuniętą lekko do przodu. Głowa jest duża, twarz o niskim czole i okrągłych, wypukłych oczach, dużym trójkątnym nosie i płaskich ustach. Długie pasma kręconych włosów ułożone są pionowo po bokach i poziomo z tyłu głowy. Broda zachowała się jedynie na policzkach. Ciało składa się z prostych geometrycznych brył: głowy, cylindryczno-stożkowatego ludzkiego torsu, masywnego wałkowatego tułowia i podobnych nóg. 
Prawdopodobnie centaur służył jako strażnik wejścia do grobowca.

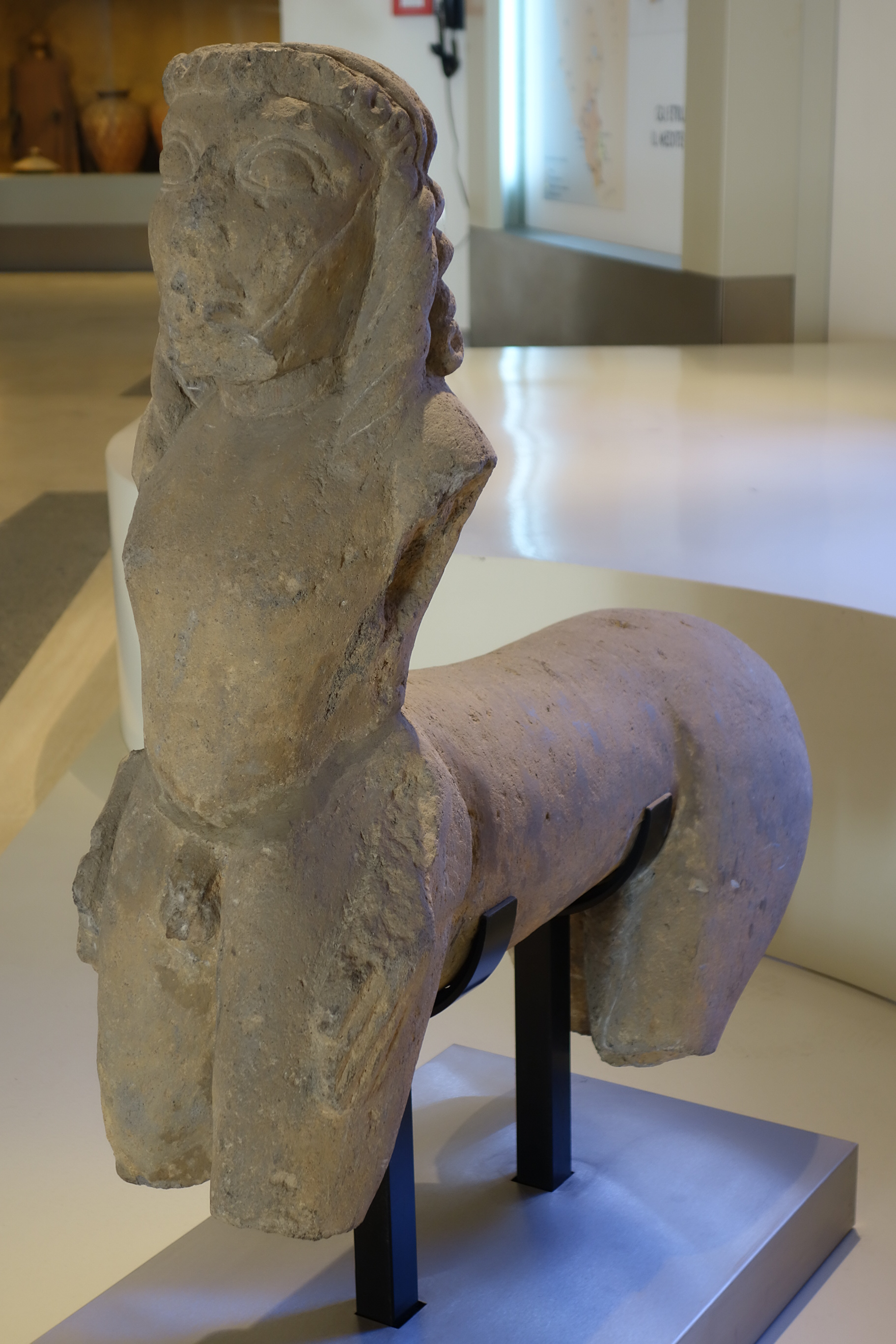
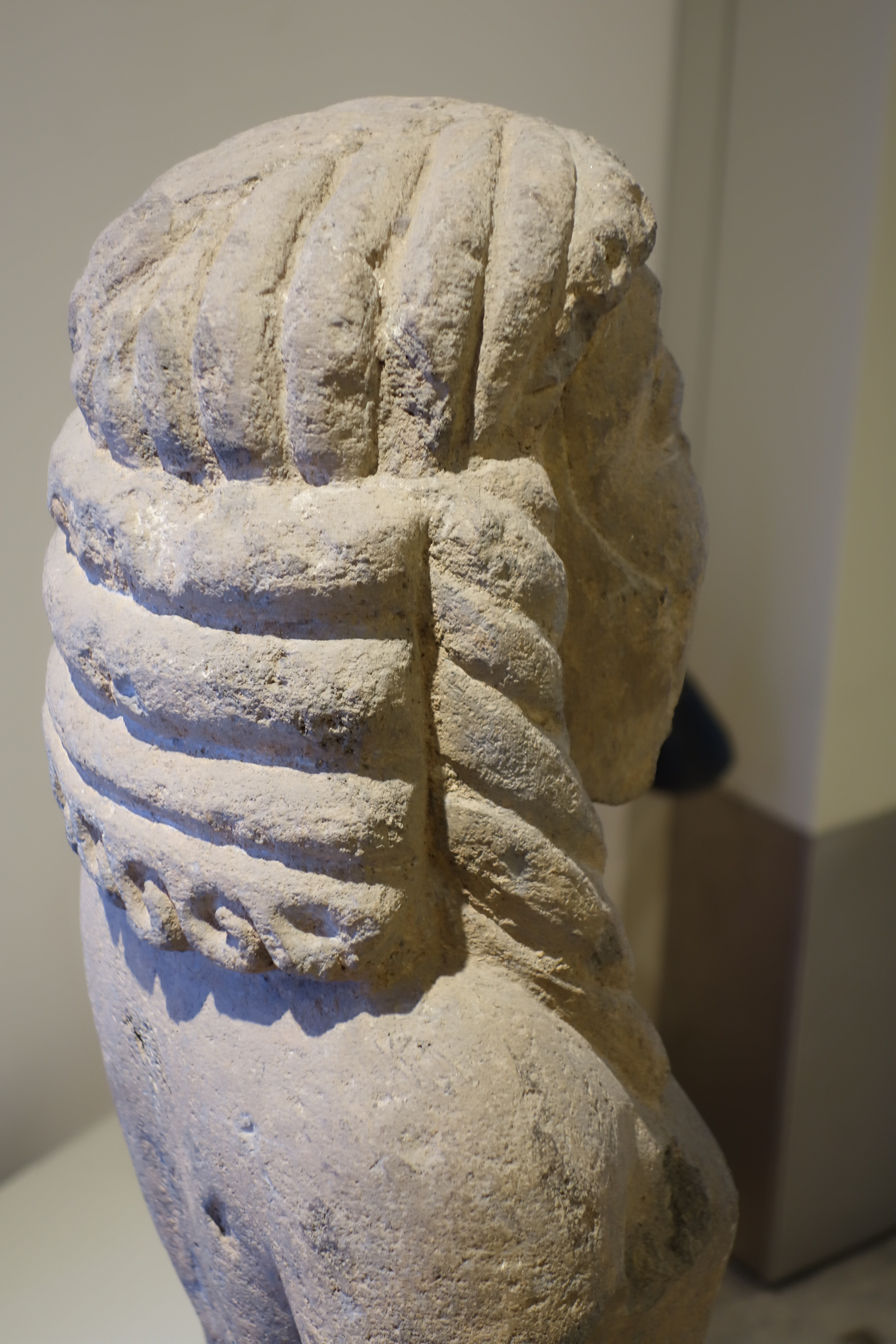
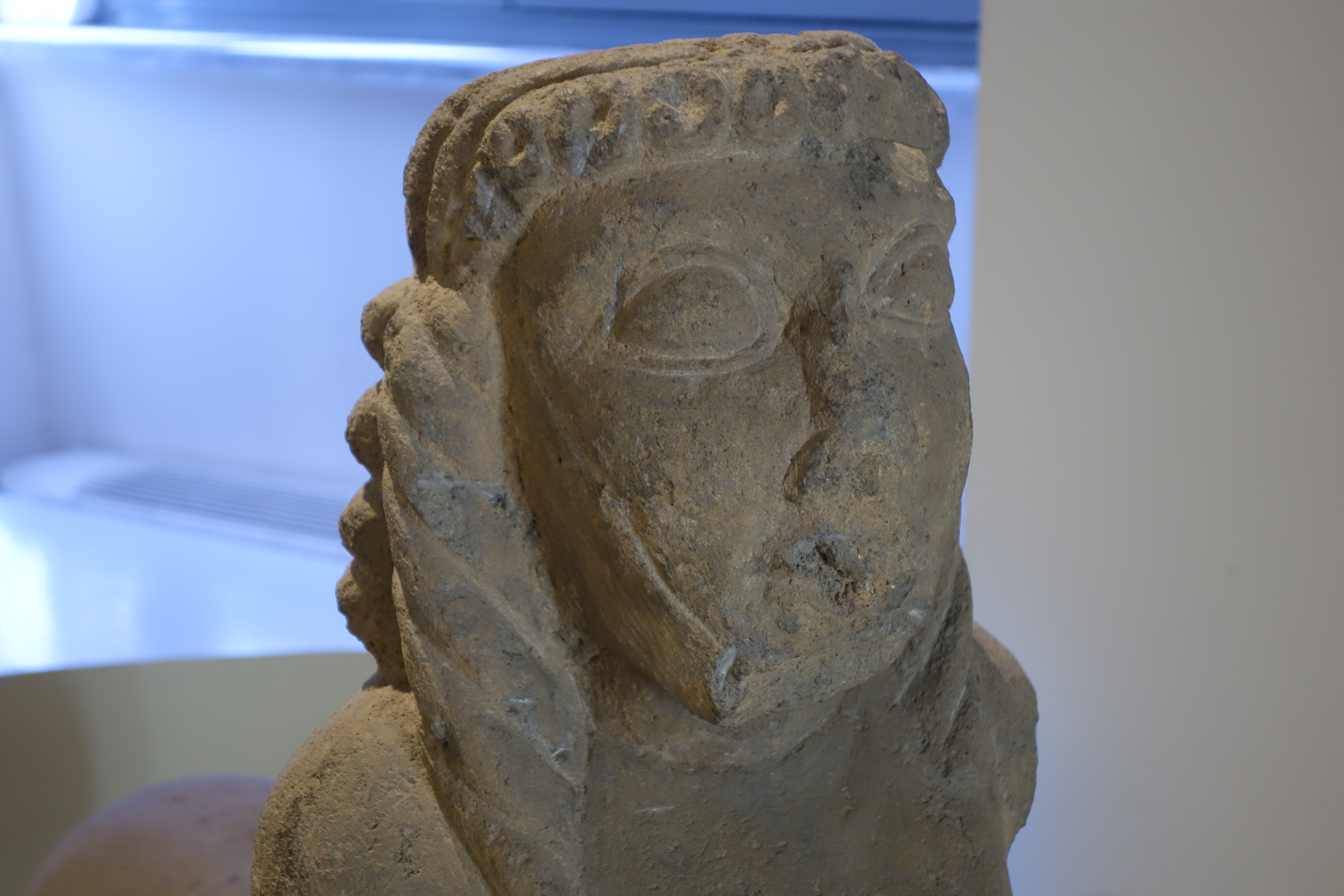
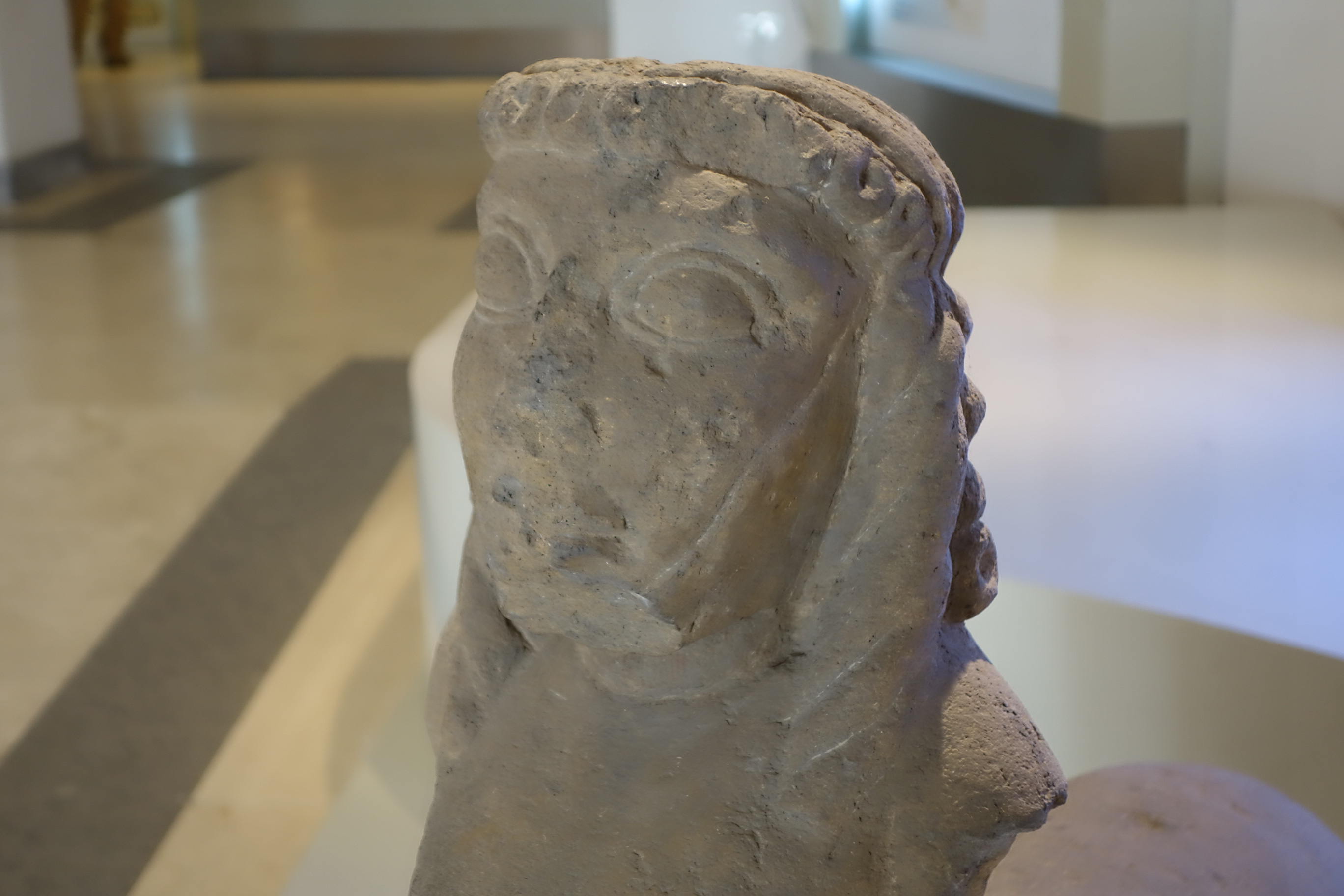